# Корно (Невшатель)
Корно (фр. Cornaux) — громада в Швейцарії в кантоні Невшатель.

## Географія
Громада розташована на відстані близько 34 км на захід від Берна, 9 км на північний схід від Невшателя.
Корно має площу 4,7 км², з яких на 30,8 % дозволяється будівництво (житлове та будівництво доріг), 45,9 % використовуються в сільськогосподарських цілях, 22,5 % зайнято лісами, 0,8 % не є продуктивними (річки, льодовики або гори).

## Демографія
2019 року в громаді мешкало 1558 осіб (+2 % порівняно з 2010 роком), іноземців було 24,2 %. Густота населення становила 329 осіб/км².
За віковим діапазоном населення розподілялося таким чином: 21,5 % — особи молодші 20 років, 60,9 % — особи у віці 20—64 років, 17,6 % — особи у віці 65 років та старші. Було 692 помешкань (у середньому 2,2 особи в помешканні).
Із загальної кількості 849 працюючих 22 було зайнятих в первинному секторі, 436 — в обробній промисловості, 391 — в галузі послуг.